# Riu de Sorteny
Le riu de Sorteny est un cours d'eau de la paroisse d'Ordino en Andorre, long de 2,5 km appartenant au bassin hydrographique de la Valira del Nord.

## Toponymie
Riu désigne en catalan un « cours d'eau » et provient du latin rivus de même signification,.
L'origine du toponyme Sorteny (prononcé sor’teɲ) est discutée. Batlle a proposé une origine bascoïde à partir de lorte (« avalanche ») soutenue en partie par les caractéristiques géologiques du site et notamment ses éboulis de moraines glaciaires,. La construction de toponymes à partir de cette racine serait d'ailleurs fréquente en Andorre, retrouvée par exemple dans Llorts. Anglada avance quant à lui une autre hypothèse, bascoïde également, à partir de sorgin (« sorcière »). Enfin Joan Coromines propose d'autres options sur une base bascoïde : surten/zorten (« brindille ») qu'il juge plus probable que zorta (« goutte »),.

## Hydrographie
Long de 2,5 km, le riu de Sorteny coule vers l'ouest depuis le cirque glaciaire de Sorteny et aborde le riu Rialb par sa rive gauche un peu en amont d'El Serrat.
Il est l'émissaire de l'ensemble de la vallée de Sorteny et collecte donc les eaux de l'estany de l'Estanyó par l'intermédiaire du riu de l'Estanyó.
| \| Riu de Sorteny \|                                                    |                                                                                     |
| Le riu de Sorteny sur la carte des bassins hydrographiques de l'Andorre | L'estany de l'Estanyó et la vallée de Sorteny depuis les pentes du pic de l'Estanyó |
| Riu de Sorteny                                                          |                                                                                     |

## Protection environnementale

Carte des espaces naturels protégés d'Andorre

L'ensemble de son cours est compris au sein du parc naturel de Sorteny, espace naturel protégé depuis le 23 juin 1999 en raison de son intérêt d’un point de vue aussi bien scientifique et éducatif que paysager et récréatif,. Ce parc naturel est également reconnu comme site Ramsar depuis 2012 en raison des 22 hectares zones humides alimentant le cours d'eau,.